# ロードランナーレーシング
ロードランナーレーシングリミテッド（Roadrunner Racing Limited ）は、イギリスの自動車メーカーである。

## 歴史
Kevin Hicklingは、2007年10月19日、サウス・ヨークシャーのロザラムに設立した。自動車とキットカーを手掛けており、ブランド名はロードランナーである。
2011年6月28日、イースト・ライディング・オブ・ヨークシャーのBroughに移転。
これまでに約36部が製作された。

## ギャラリー

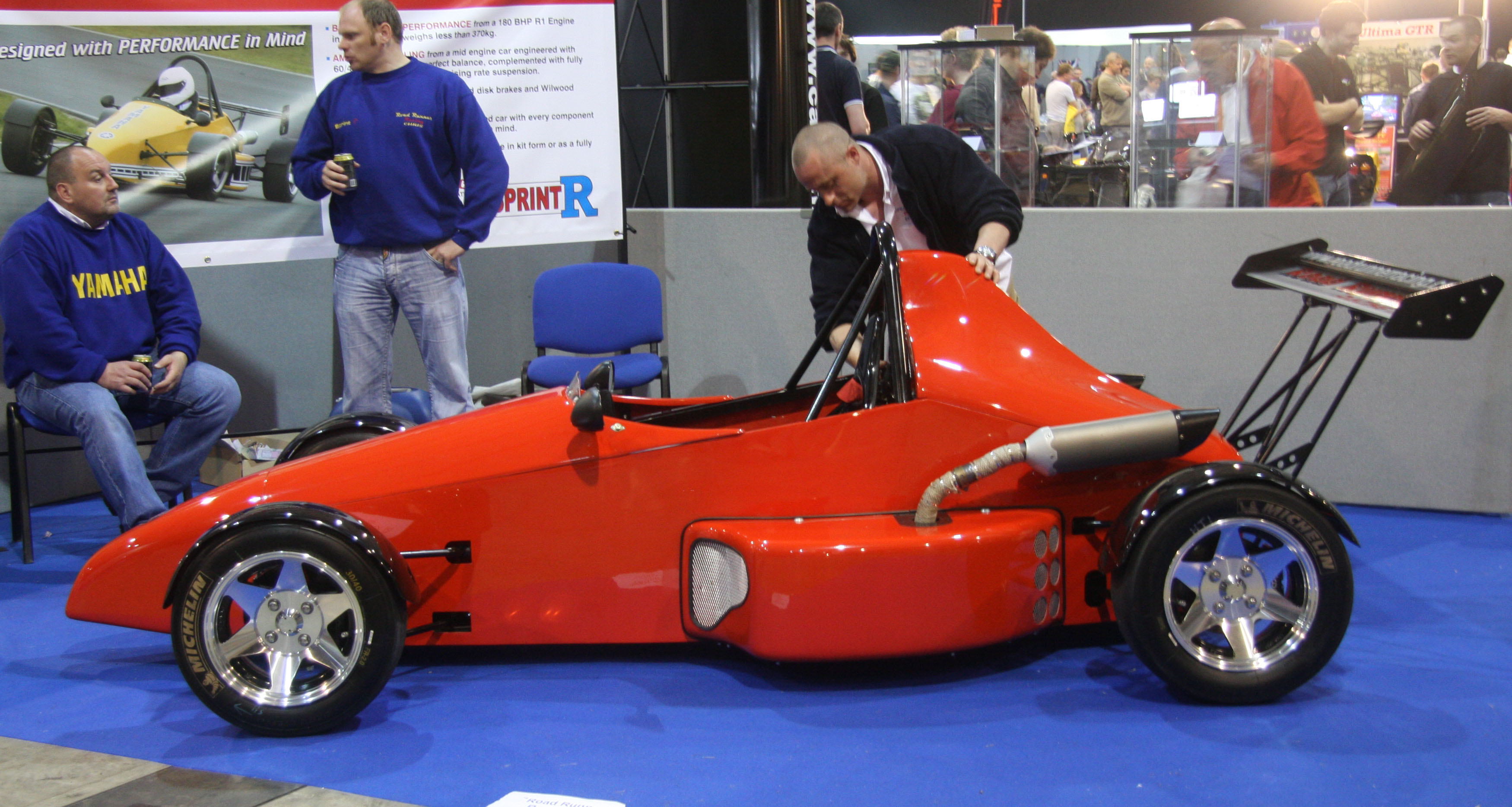
スプリントR
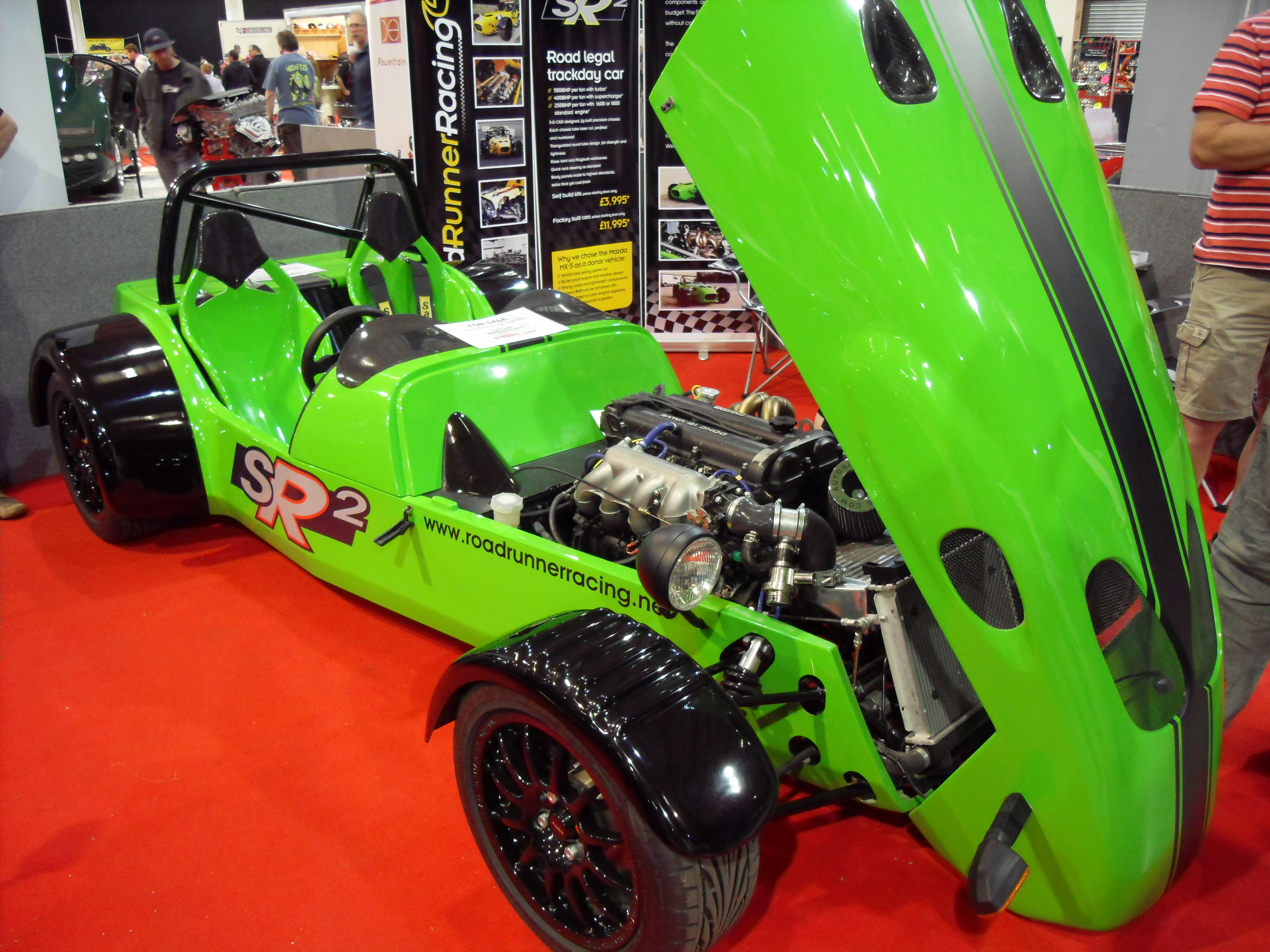
SR2